# Sanctuaire Tsukubusuma
Le sanctuaire Tsukubusuma (都久夫須麻神社, Tsukubusuma Jinja) est un sanctuaire shinto situé sur l'île de Chikubu dans la préfecture de Shiga au Japon.
Son honden ou salle principale est classé comme trésor national du Japon ; il en est de même des toitures en cyprès du Japon ainsi que des peintures intérieures.

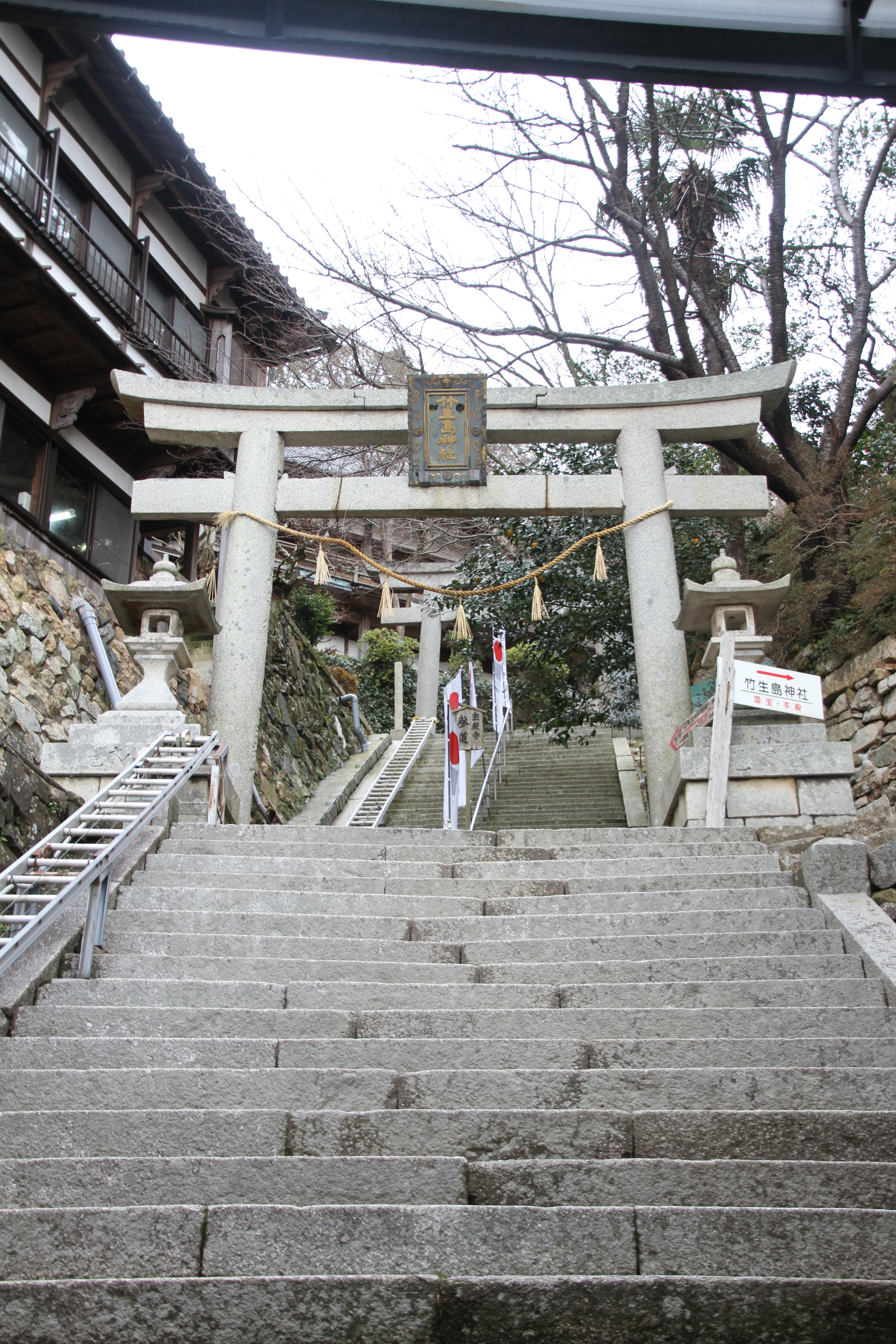
Torii d'accueil à l'embarcadère de l'île
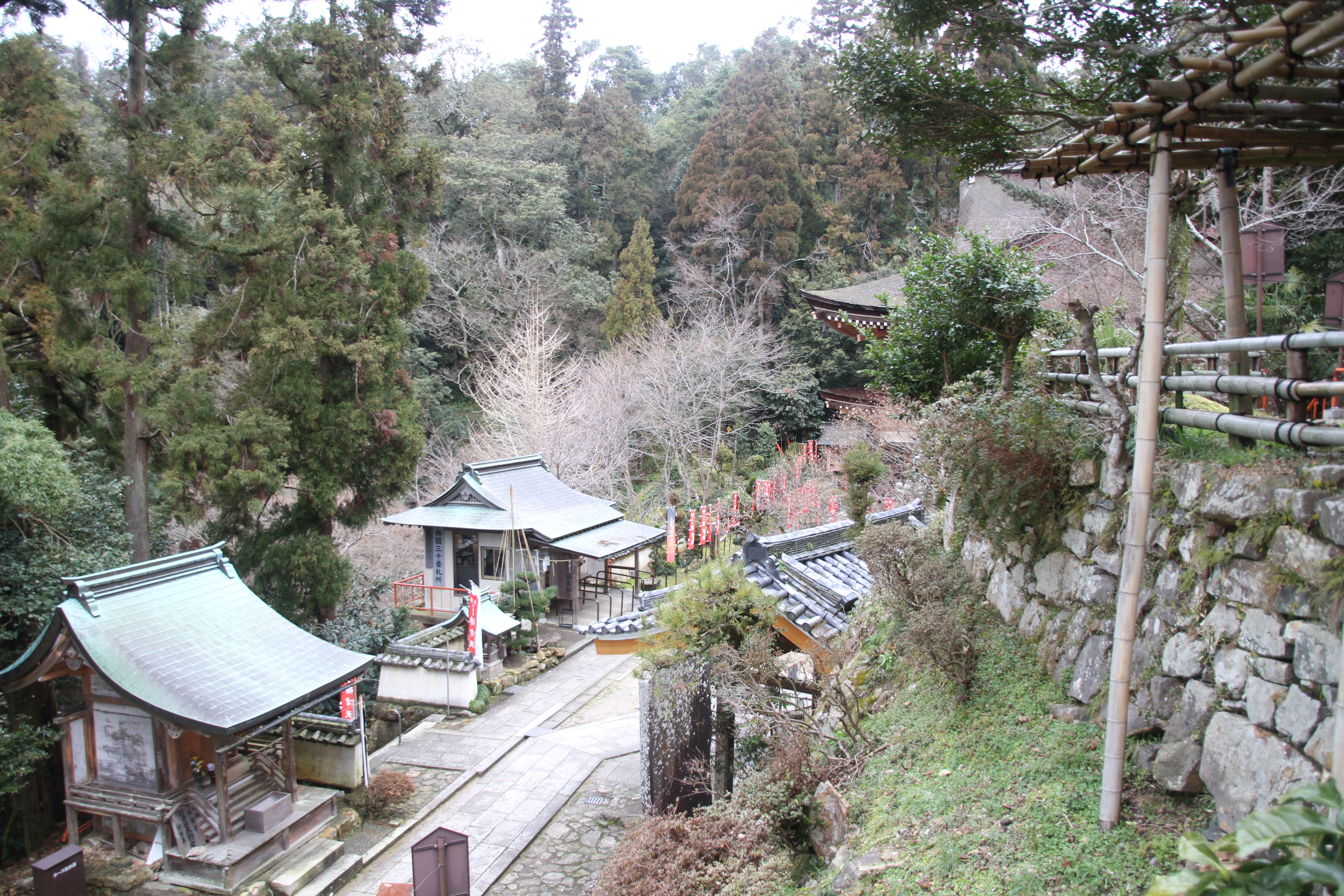
Le sentier en pente distribuant les accès au temple et au sanctuaire
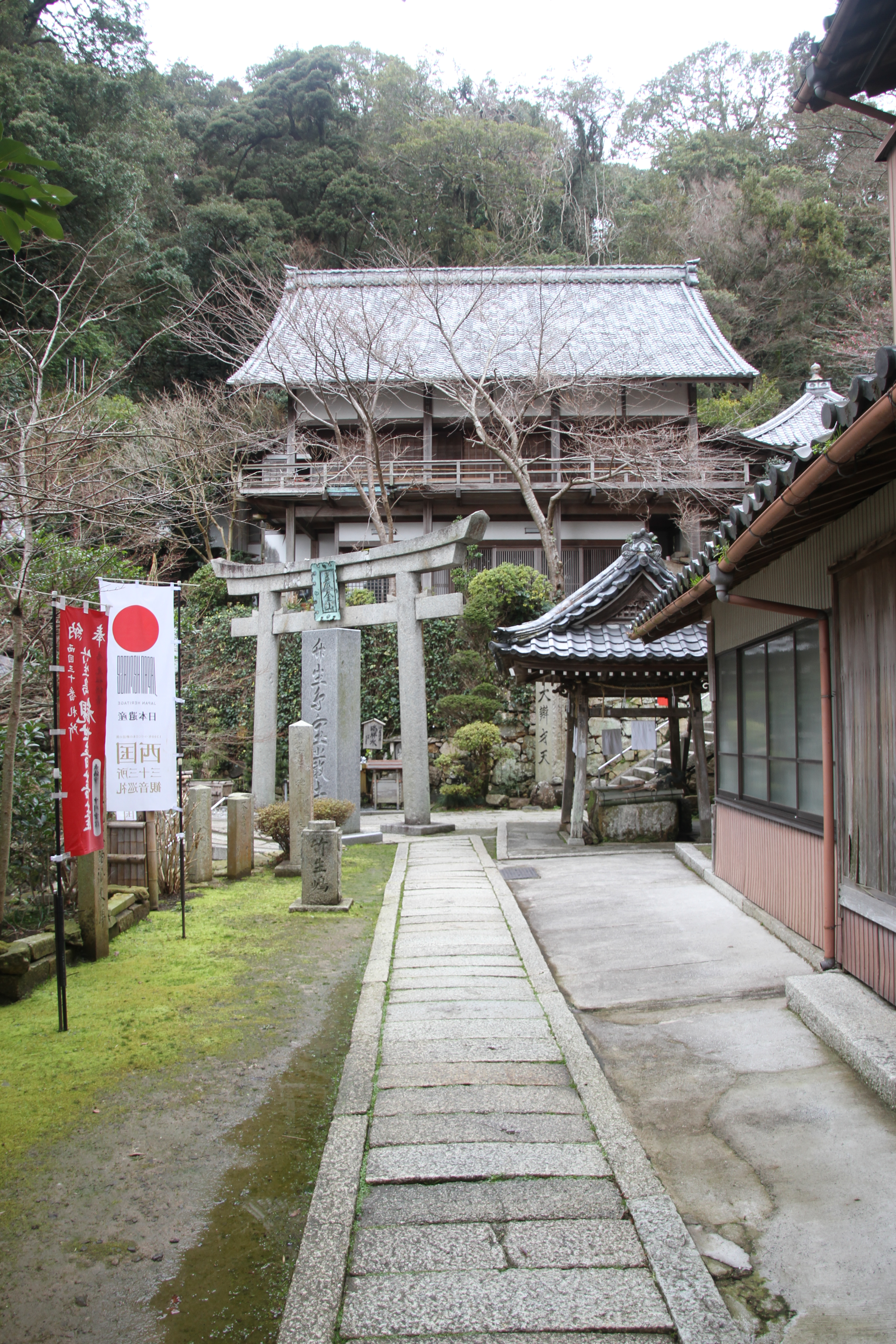
Entre temple et sanctuaire imbriqués l'un dans l'autre

## Festivités
- Le festival principal du sanctuaire se déroule du 10 au 15 juin
- Sansha Benzaiten festival (un festival pour Benzaiten des trois sanctuaires - Chikubushima Shrine, Enoshima Shrine et Itsukushima Shrine) le 10 juin
- Festival Ryujin le 14 juin
- Rituel de mukae Doji les 6 et 7 août

## Transports
Il faut compter une demi-heure environ depuis le port de Nagahama qui est à 10 minutes à pied de la gare JR Nagahama ; 40 minutes du port d'Imazu qui est à 5 minutes à pied de la gare JR Omi-Imazu ;  et une demi-heure du port de Hikone qui est à une dizaine de minutes en bus depuis la gare JR Hikone et enfin, 40 minutes depuis le port d'Iinoura qui est à 5 minutes en bus depuis la gare JR Kinomoto.